# Rada de Lorient
La rada de Lorient es una rada de Francia, localizada en aguas del golfo de Vizcaya, en el departamento de Morbihan, en la región de Bretaña.

## Geografía
La rada de Lorient constituye la desembocadura de los ríos Blavet (148,9 km), Scorff (78 km) y Ter. Cuenta con varias instalaciones portuarias, incluidos puertos deportivos o marinas y también la infraestructura de la base de submarinos de Lorient. Con orientación noreste-suroeste, tiene en su centro una isla, la isla de Saint-Michel, y comunica con el Atlántico al sur por dos pasos o pasajes, el paso Sur y el paso Oeste, separados por arrecifes.  Su parte norte es llamada más específicamente rada de Pen-Mané,  mientras que la sur se llama rade de Port-Louis.
Limita al oeste con las comunas de Larmor-Plage, Lorient y Lanester y, al este, con los de Kervignac, Locmiquélic, Port-Louis y Gâvres.

Rada de Lorient

## Instalaciones portuarias
- Lorient
  - Base de submarinos de Lorient
  - Puerto pesquero de Keroman: 27 000 toneladas / año, segundo puerto pesquero de Francia en tonelaje y primero en valor añadido.  3 000 empleos directos de ellos 700 embarcados y 130 buques matriculados en el puerto de Lorient;
  - Puerto comercial de Kergroise: 2,6 millones de toneladas / año (primer puerto de la Bretaña) con productos derivados del petróleo, alimentos para animales, arena, contenedores;
  - Puerto de pasajeros: más de  457 500 pasajeros/año a las islas de Groix y Belle-Île-en-Mer;
  - Puerto militar: casi 3.800 militares trabajando entre el arsenal y Lann Bihoué;
  - Puerto recreativo: 370 plazas en los pontones en el puerto de Lorient;
- Larmor-Plage
  - Puerto recreativo de Kernevel (1 000 plazas);
- Locmiquélic
  - Puertos recreativos (marinas de Sainte-Catherine y Pen Mané);
  - Puerto pesquero;
- Port-Louis
  - Puerto recreativo (450 plazas);
  - Puerto pesquero;
- Gâvres
  - Puerto recreativo (57 plazas);